# Cantuaria grandis
Cantuaria grandis là một loài nhện trong họ Idiopidae.
Loài này thuộc chi Cantuaria. Cantuaria grandis được Raymond Robert Forster miêu tả năm 1968.